# Ivo Minář
Ivo Minár (Praga, 21 de maio de 1984) é um tenista profissional da República Tcheca.
Ivo Minár, ja foi vice-camepeão do ATP de Sydney derrotado por Lleyton Hewitt, e em 2005 atingiu seu melhor ranking 70° do mundo, já foi campeão europeu juvenil vencendo na final Tomáš Berdych, tem um irmão que também é profissional tenista Jan Minar.
Fato curioso é Ivo ter sido eliminado já duas vezes por Roger Federer em Grand Slam, em Wimbledon 2005 e no Open da Austrália também de 2005.

## Suspensão
Foi suspenso por oito meses pela Federação Internacional de Tênis por ter sido encontrado, em seu exame anti-dopagem, a substância proibida dimetilamilamina.

## Conquistas
Simples
- 2005 Vice-campeão do ATP de Sydney, Austrália para Lleyton Hewitt

Duplas
- 2009 ATP de Munique, Alemanha com Jan Hernych